# Argyrolobium tysonii
Argyrolobium tysonii är en ärtväxtart som beskrevs av Hermann August Theodor Harms. Argyrolobium tysonii ingår i släktet Argyrolobium och familjen ärtväxter. Inga underarter finns listade i Catalogue of Life.